# SVg Mayrhofen
Die Sportvereinigung Mayrhofen ist ein österreichischer Fußballverein aus der Marktgemeinde Mayrhofen im Bezirk Schwaz in Tirol und wurde 1953 gegründet. Die Zillertaler waren 1985 in der drittklassigen Regionalliga West vertreten. Die Kampfmannschaft spielt aktuell (2023/2024) in der Hypo Tirol Liga.

## Geschichte
Die Sportvereinigung Mayrhofen wurde 1953 gegründet. Ihren größten Erfolg feierte sie mit dem Tiroler Meistertitel 1984 und dem damit verbundenen Aufstieg in die Regionalliga West, in der die Mayrhofer nur ein Jahr lang spielten.
In den folgenden Jahren war man wieder im Tiroler Unterhaus vertreten. In der Saison 2007/08 belegte man in der Tiroler Liga den 14. Tabellenplatz, wodurch man in die fünftklassige Landesliga Ost absteigen musste. Die Saison 2008/09 beendete man in dieser als Elfter von 14 Teilnehmern, ebenso wie die Saison 2009/10. In der Saison 2010/11 belegte man den neunten Tabellenrang. Die Saison 2011/12 beendete man auf dem 13. Platz, wodurch man in die sechstklassige Gebietsliga Ost abstieg. In dieser lag man nach der Saison 2012/13 auf dem elften Platz. 2013/14 konnte man als Vizemeister hinter dem SV Wörgl wieder in die Landesliga aufsteigen. In der ersten Saison nach der Rückkehr wurde man Neunter. Die Saison 2015/16 beendete Mayrhofen als Tabellendritter.
In der Saison 2016/17 wurde man schließlich Meister und konnte nach neun Jahren wieder in die Tiroler Liga aufsteigen. In dieser hielt man sich jedoch nur eine Saison lang, 2017/18 beendete man als Tabellenletzter, wodurch man wieder in die Landesliga abstieg. In dieser belegte man in der Saison 2018/19 den dritten Rang.

## Titel und Erfolge
- 13 × Drittligateilnahme: 1970/71 bis 1979/80 (Landesliga Tirol), 1984/85 bis 1986/87 (Regionalliga West)
- 1 × Meister der Tiroler Liga: 1984